# Gai-Jin
 (juillet 2017).
Gai-Jin (Japonais, "Étranger") est le dernier roman publié par l'auteur britannique James Clavell en 1993.
Il s'agit du troisième livre de la saga historique de James Clavell.

## Résumé
L'action se déroule en 1862, vingt ans après les événements de Tai-Pan. C'est l'histoire de Malcolm Struan, le fils de Cullum et Tess Struan. 